# Publius Cornelius Lentulus Scipion
Publius Cornelius Lentulus Scipion (v. 15 av. J.-C. - 52 apr. J.-C.) était un sénateur romain actif pendant le Principat . Il était consul suffect au nundinium de juillet-décembre 24 ap. J.-C., en tant que collègue de Gaius Calpurnius Aviola. Son nom réunit les deux branches les plus célèbres de la gens Cornelia, les Lentuli et les Scipiones.

## Biographie
Scipion était le fils du consul suffect du même nom de l'an 2, Publius Cornelius Lentulus Scipio. Une dédicace érigée à Brixia fournit des détails sur sa carrière jusqu'à son consulat. Sa première fonction attestée était celle de préteur, qui fut suivie de celle de l'un des deux préfets (appelés praetores avant 44 ap. J.-C.) de l'aerarium Saturni en l'an 15. Il était legatus legionis ou commandant de la Legio IX Hispana alors qu'elle était stationnée en Afrique ; Tacite mentionne la participation de Scipion à la campagne réussie de Quintus Junius Blaesus, gouverneur proconsulaire d'Afrique, contre Tacfarinas, et indique l'année de la commission de Scipion en 22 ap. J.-C.. Syme écrit que sa commission le rend « remarquable, et semble anormale, étant le premier nobilis enregistré à la tête d'une légion lorsqu'il avait rang de prétorien ». La dédicace à Brixia atteste également qu'il a été admis au collège des pontifes, les prêtres les plus haut placés de Rome. La fonction suivante que Scipion est connu pour avoir occupée était après son consulat, en tant que gouverneur proconsulaire d'Asie. Il existe une divergence d'opinion quant à la date à laquelle il a occupé cette fonction. Une autorité standard, la Prosopographia Imperii Romani, date le mandat de Scipion à 36/37, en se basant sur l'ancienneté : son prédécesseur, Marcus Aurelius Cotta Messalinus, était consul en 20, tandis que Gaius Calpurnius Aviola, son successeur attesté, était consul la même année que Scipion. Cependant, Syme pointe du doigt une inscription découverte en Lydie qui indique la date 41/2 ; ainsi, trois hommes qui ont atteint le rang de consul après Scipion sont devenus gouverneur d'Asie avant lui. « Les grandes variations dans l'ancienneté consulaire seront dûment notées », écrit Syme, « comme traduisant le caprice des Césars ou l'influence de leurs ministres. ».

## Famille
Scipion est connu pour s'être marié deux fois. Les preuves du nom de sa première épouse n'ont pas encore été retrouvées, mais elle était la mère de son fils aîné, Publius Cornelius Scipion, consul suffect en 56. Sa seconde épouse était Poppaea Sabina. Ils eurent un fils, Publius Cornelius Scipio Asiaticus, consul suffect en 68 ; son agnomen reflète le mandat de Scipion en tant que gouverneur de l'Asie. Poppaea Sabina avait une réputation de promiscuité. Messaline, impératrice et épouse de Claude, soupçonnait Poppée d'avoir été l'amante de Decimus Valerius Asiaticus ; elle a demandé à Publius Suillius Rufus de la poursuivre ainsi que Valerius Asiaticus. Messaline est allée jusqu'à embaucher des agents pour forcer Poppée à se suicider ; Poppée mourut en l'an 47. Quelques jours après sa mort, alors qu'il dînait avec Scipion, l'empereur Claude demanda distraitement à Scipion où était sa femme ; le veuf répondit simplement que Poppée « avait payé la dette de la nature ». Tacite rapporte une autre anecdote sur Scipion et sa seconde femme, qui se déroule après la mort de celle-ci. Interrogé au Sénat pour son opinion sur Poppée, il répondit : « Comme je pense ce que pensent tous les hommes des actes de Poppée, supposez que je dise ce que tous les hommes disent. »»